# Что делать? (творческая платформа)
«Что делать?» (англ. What is to be done?) — творческая платформа, объединяющая российских левых художников, философов, арт-критиков, писателей, социальных исследователей и активистов из Санкт-Петербурга, Москвы и Нижнего Новгорода. Создана в Санкт-Петербурге летом 2003 года. Деятельность платформы координируется рабочей группой. Издается одноименная газета.

## Идеологические принципы
Своей задачей платформа видит объединение политической теории, искусства и активизма. Как говорится в Декларации о политике, знании и искусстве, платформа «Что делать?» объединяет художников и философов, социальных исследователей, активистов и всех тех, кто нацелен на совместную реализацию исследовательских, публикационных, художественных, образовательных и активистских проектов.
«Первое, что нами движет — это неприятие любых форм угнетения, искусственного разобщения людей и эксплуатации. Поэтому мы стоим за справедливое распределение богатства, созданного человеческим трудом, и всех природных ресурсов, для блага всех. Мы интернационалисты — и требуем признания равенства всех людей, вне зависимости от места их проживания и происхождения. Мы феминисты — и против любых форм патриархата, гомофобии, гендерного неравенства», — заявляется в Декларации.
Платформа ориентируется на переосмысление и обновление левой философской и политической традиции. В частности, в Декларации отмечается важность авангардной мысли XX века: «Мы считаем, что для этого обновления необходим максимально открытый, недогматический подход, предполагающий критическую рецепцию понятий, концепций и практик, сложившихся вне рамок доктринального марксизма. Насущную задачу мы видим в том, чтобы восстановить связь политического действия, ангажированной мысли и художественного изобретения». Также отмечается, что одной из основных проблем теории является «определение классовой композиции современного общества»: «Мы считаем, что необходим дальнейший пересмотр классовой теории, учитывающий современный этап развития антагонизма между трудом и капиталом».

## История формирования платформы
Непосредственным предшественником платформы была арт-группа «FEZA projects», созданная в 2001 году петербуржскими художниками Ольгой Егоровой и Дмитрием Виленским. Она определяла себя в качестве «арт-группы нового типа, которая стремится создать платформу для совместной творческой работы различных художников, заинтересованных в переосмыслении ситуации в искусстве и диалоге с динамично меняющимся социумом». В дальнейшем участниками «FEZA projects» стали петербуржцы философ, политолог и социолог Артем Магун и поэт и переводчик Александр Скидан и художник из Нижнего Новгорода Николай Олейников. Был начат выпуск газеты, позже получившей название «Что делать?».
Создание творческой платформы на основе арт-группы произошло летом 2003 года после акции «Основание Петербурга». Эта акция была приурочена к празднованию 300-летия города, её участники были задержаны сотрудниками милиции. В дальнейшем к платформе присоединились арт-критик Давид Рифф и философы Алексей Пензин и Оксана Тимофеева. Название «Что делать?» платформа получила в начале 2004 года.
Платформа принимает участие в различных общественно-политических акциях, взаимодействует с леворадикальными политическими организациями. В частности, летом 2006 года активисты платформы принимали активное участие в работе контр-саммита «Большой восьмерки» и второго Российской социального форума в Санкт-Петербурге. В рамках контр-саммита прошли несколько семинаров по искусству и поэзии, Дмитрием Виленским был снят документальный фильм «Матч Протеста».
В числе крупных проектов платформы «Что делать?» — триптих социальных видеофильмов-мюзиклов, близких к «эпическому театру» Брехта: «Перестройка Зонгшпиль. Победа над путчем» (2008), «Партизанский Зонгшпиль. Белградская история» (2009) и «Башня. Зонгшпиль» (2010). Последний фильм, посвящённый социально-классовому анализу ситуации вокруг строительства комплекса Охта-Центр для офисов корпорации «Газпром», был впервые представлен в мае 2010 года на Сиднейской Биеннале и на выставке «The Potosí Principle» в Национальном музее Рейна София в Мадриде.

17-й выпуск газеты «Что делать», август 2007 года

## Издания
Платформа издает двуязычную газету «Что делать» — на русском и английском языках. Редакторами большинства номеров являлись Дмитрий Виленский и Давид Рифф. В состав редакции входили все участники рабочей группы, а несколько раз — активисты из различных коллективов и инициатив, таких как Уличный университет, Движение сопротивления имени Петра Алексеева (ДСПА), Социалистическое движение «Вперёд» (СД «Вперёд») и другие. Тираж газеты составляет 1 000—2 000 экземпляров. Всего к настоящему времени вышло 19 номеров газеты и несколько спецвыпусков.
На страницах газеты печатаются как участники платформы, так и российские и западные интеллектуалы, активисты и художники. В их числе — философ Игорь Чубаров, художник Анатолий Осмоловский, искусствоведы Виктор Мизиано, Екатерина Деготь, левый публицист и социолог Борис Кагарлицкий, поэт и политический активист Кирилл Медведев, социолог Елена Здравомыслова, левый теоретик Брайан Холмс, арт-критики Эстер Лэсли и Бен Уотсон, философы Ален Бадью, Фредерик Джеймисон, художник Лучезар Бояджиев, художник и теоретик Занни Бэгг и многие другие.
Начиная с 2009 года на сайте платформы публикуется онлайн журнал. В него включаются рабочие материалы подготовки тематического номера газеты и состав текстов, существенно расширяющий материалы газеты. К настоящему времени вышло три номера журнала. С конца 2009 года после публикации ряда номеров газеты, выпущенных заграницей на различных языках (немецкий, турецкий, английский) редакцией было принято решение выпускать такие издания под новым названием — «Chto Delat International». Первый выпуск нового проекта называется «Справедливость Переходного периода» (Transitional Justice).

## Художественное образование и самоорганизация

### ДК Розы
ДК Розы - это инициатива коллектива "Что Делать", основанная на традиции советских Домов культуры и направленная на создание сообщества товарищей, занимающихся культурной деятельностью и самообразованием. ДК Розы основан в 2014 году в Санкт-Петербурге.

### Школа Вовлеченного Искусства
Школа Вовлеченного Искусства Что Делать (ШВИЧД) — действующий с 2013 года проект коллектива Что Делать в области художественного образования. В основе художественного метода Школы Вовлеченного Искусства лежит акцент на образовательной ценности искусства для становления человека .

## Художественные проекты
- Отрицание отрицания (The Negation of Negation), 2003—2004
- Строители (Builders), 2004—2005
- Дрейф. Нарвская застава (Drift. Narvskaya Zastava), 2004—2005
- Гнев человека-бутерброда (Angry Sandwichpeople), 2005
- Настенная газета (Wall Newspaper), 2006—2007
- Матч протеста. Стадион имени Кирова (Protest Match. Kirov Stadium), 2006 — во время проведения Российского социального форума и контр-саммита «Большой восьмерки»
- Самообразование (Self-Education), 2006 — совместно с Обществом Радек
- Activist Club, 2007
- Опыты Перестройки (Experience of Perestroika), 2008

## Общественно-политические акции и проекты
- Акция «Основание Петербурга» — демонстрация в период празднования 300-летия Санкт-Петербурга, 24 мая 2003 года[10]
- Акция «Стоп-Машина!» — 12 января 2004 года, Санкт-Петербург[11][12]
- Протест против 1-й Московской биеннале современного искусства — январь—февраль 2005 года
- Семинар «Культура протеста» — во время проведения Российского социального форума и контр-саммита «Большой восьмерки», июль 2006 года, Санкт-Петербург[5]
- Обращение к философу Алену Бадью с призывом отказаться от посещения Москвы по приглашению «Русского Института» Глеба Павловского — совместно с ДСПА, СД «Вперёд», Институтом «Коллективное действие» (французский интеллектуал последовал обращению и отказал «Русскому Институту», осудив пропутинскую позицию последнего и пообещав позже приехать в Россию в независимом качестве); февраль 2008 года[13]
- Международная конференция «Фашизм: знакомый враг или новая угроза?» — совместно с Институтом глобализации и социальных движений, немецкой группой «Критика и практика» (Kritik und Praxis) при поддержке Фонда Розы Люксембург; 9—10 февраля 2008 года, Москва[14][15]
- Семинар «Masculin/Feminin: феминизм + марксизм» — семинар в книжном магазине «Фаланстер», приуроченный к Международному женскому дню; совместно с СД «Вперёд»; 8 марта 2008 года, Москва[16]
- Протест против присуждения Премии Кандинского Алексею Беляеву-Гинтовту — совместно с СД «Вперёд»; 10 декабря 2008 года, Москва[17][18][19]

## Выставки
Избранный список выставок и проектов, инициированных или проходивших при участии рабочей группы «Что делать?»
- Drift. Narvskaja Zastava (Санкт-Петербургский исторический музей, Россия)
- Heaven (Стокгольм, Швеция)
- Watch out (Национальный художественный музей, Осло, Норвегия)
- Cycle Tracks will Abound in Utopia (Австралийский центр современного искусства, Мельбурн)
- Faster than History (музей современного искусства Kiasma, Хельсинки, Финляндия)
- Klyazma Art Festival 2004 (Москва, Россия)

- Russia Redux #1 (Schroeder Romero Gallery, Нью-Йорк, США)
- Multitudinario. The Question for Collectivity and its Forms (Sala de Arte Publico Siqueiros, Мехико, Мексика)
- Kronstadt Forever (Кронштадт, Россия)
- One No Many Yeses (Ivan Dougherty Gallery, Сидней, Австралия)
- Collective Action (Galerija Nova, Загреб, Хорватия)
- European Design Show 2005 (Design Museum, Лондон, Великобритания)
- Collective creativity (Kunsthalle Fridericianum, Кассель, Германия)
- Drift. An urban investigation of Utopia and Everyday life (Государственный центр современного искусства, Москва, Россия)

- Cities from Below (куратор Марко Скотини; Teseco Foundations, Пиза, Италия)
- Zone of Risk. Transition (3-я Бишкекская выставка современного искусства, Кыргызстан)
- Urban Contact Zone (организован Projektgruppe; Гамбург, Германия)
- Strategies for Self-education (Государственный центр современного искусства, Москва, Россия)
- Contested Spaces in Post-Soviet Art (Sidney Mishkin Gallery, Нью-Йорк, США)
- Interrupted Histories (Moderna galerija, Любляна, Словения)
- La Normalidad/Ex-Argentina (Национальный дворец искусств, Буенос-Айрес, Аргентина)
- Capital (It Fails Us Now) (кураторк Саймон Шейх; Kunstihoone, Таллин, Эстония)

- Land of Human Rights (Galerie Rotor, Грац, Австрия)
- October. Exit. Memory. Desire (Artra Galleria, Милан, Италия)
- Political — Poetical (Kunstihoone, Таллин, Эстония)
- Electrifications of Brains (Riesa efau, Дрезден, Германия)
- Form of Resistance (VanAbbe Museum, Эйндховен, Нидерланды)
- Progressive Nostalgia (куратор Виктор Мизиано; KUMU Museum Tallin and Centro per l’arte contemporanea Luigi Pecci, Прато, Италия)
- DER PROZESS. Collective memory and social history (куратор Марко Скотини; Пражская биеннале, Чехия)
- SOCIETE ANONYME (Le Plato, Париж, Франция)
- Space for Actualisation (Гамбург, Германия)
- Black Square (ярмарка «Арт Москва», Россия)
- if you see something say something (Gallery A4, Сидней, Австралия)

- Unvermittelt (Neue Gesellschaft für Bildende Kunst, Берлин)
- Artist-Citizen (October Salon, Белград, Сербия)
- U-TURN (Quadrennial for Contemporary Art, Копенгаген, Дания)
- No More Reality (De Appel, Амстердам, Нидерланды)
- Frictions and conflicts (Kalmar Konstmuseum, Швеция)
- Another City, Another Life (Zacheta National Gallery of Art, Варшава, Польша)
- Have a Cake and Eat it too (Kunsthalle Exnergasse, Werkstätten- und Kulturhaus, Вена, Австрия)
- Perform History (Meta-exhibition of U-turn, Overgarden, Копенгаген, Дания)
- Satellite Tunes. Art from the Post-Soviet States (Венгерский университет изобразительных искусств, Будапешт)

- Where Everything Is Yet to Happen. 1st chapter: «Can you speak of this? — Yes, I can» (Spaport Biennial 2009/2010, Баня-Лука, Босния и Герцеговина)
- The Matrix: An Unstable Reality (28th Biennale of graphic arts, Любляна, Словения)
- Subvision festival, Гамбург, Германия
- Hidden in Remembrance is the Silent Memory of Our Future (4th Biennial of Moving Image, Мехелен, Бельгия)
- Bertha von Suttner revisited (Schüttkasten Harmannsdorf, Австрия)
- PRAXIS: Art in Times of Uncertainty (Thessaloniki Biennale 2, Греция)
- Unfair Project (Parachutartists Foundation, De Service Garage, Амстердам, Нидерланды)
- Plug in Nr.51 — Activist Club (Van Abbemuseum, Ейндховен, Нидерланды)
- Scénes Centrales (TriPostal, Лилль, Франция)
- Chto Delat at Agency for Small Claims (Bureau for Open Culture at Columbus College of Art & Design, США)
- No More Reality. Crowd and Perfomance (культурный центр Depo, Стамбул, Турция)

## Участники
- Дмитрий Виленский
- Ольга Егорова (Цапля)
- Томас Кэмпбэлл
- Артем Магун
- Николай Олейников
- Алексей Пензин
- Наталья Першина (Глюкля)
- Давид Рифф
- Александр Скидан
- Оксана Тимофеева